# Христианство в Сомали

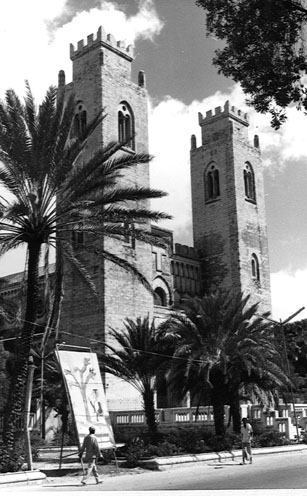
Кафедральный собор Могадишо

Христианство в Сомали является религией меньшинства. Его исповедует около 10 тыс. жителей страны.

## История

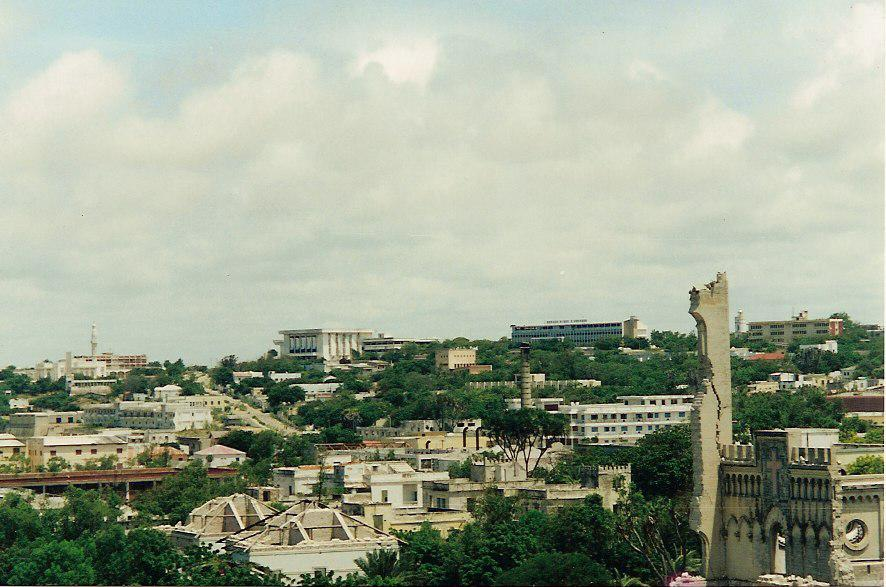
Вид города Могадишо с руинами кафедрального собора

В период расцвета Аксумского царства (Древняя Эфиопия, IV—VI века н. э.) под его власть подпадает северная часть Сомали. В 333 году в Аксуме как государственная религия было принято христианство. Однако в VII веке на Африканском роге началось распространение ислама. В XII—XIX вв. на территории современного Сомали существовали различные султанаты, которые вели междоусобные войны и противостояли португальским колонистам в союзе с Османской империей, также объявляли джихад соседним языческим и христианам народам. В последующие века ислам практически полностью вытеснил язычество и христианство с территории современного Сомали.
Христианство вновь начало распространяться в Сомали в конце XIX века, под руководством французской католической миссии и шведской лютеранской миссии.
В колониальный период, когда Сомали было разделено между Италией и Великобританией, количество христиан резко возросло.
После того как Сомали провозгласило независимость началось гонение на всех не мусульман, после чего количество христиан начало резко сокращаться.
В 1983 году в Сомали проживало до 10 тыс. христиан.
Шейх Нур Баруди, лидер исламского движения в Сомали провозгласил, что все сомалийские христиане должны быть убиты. В период с 1996 по 2006 год, более 500 сомалийских христиан были убиты, а христианские могилы были осквернены.
Преследование христиан по религиозному признаку продолжается и по сей день.

## Численность и расселение
Христиане Сомали относятся в основном к этническим меньшинствам из племен банту или являются потомками итальянских колонистов. Большинство христиан в Сомали являются последователями Эфиопской православной церкви, также есть около сотни католиков, относящихся к епархии Могадишо. Также есть небольшое количество представителей англиканской церкви, меннонитов и адвентистов седьмого дня.

## Преследование
В Сомали нет ни одной безопасной территории для отправления религиозного культа христиан, поэтому христианская община невелика. Почти все христиане в Сомали являются выходцами из мусульманских стран. Гражданская война, социальная раздробленность, трайбализм и насильственный исламский экстремизм ограничивают церковную жизнь. Верующие должны исповедовать свою веру втайне. Их вера рассматривается как предательство семьи и клана в целом, а также как угроза сомалийской культуре. Среди членов сообщества и в семьях преследуют и запугивают любого, кто подозревается в обращении в христианство. Если их обращение подтверждается, новых верующих зачастую убивают.
По оценкам, 99 % сомалийцев являются мусульманами. Шариат и ислам закреплены в конституции страны, поэтому преследование иноверцев имеет законодательную основу. При слабом правительстве большая часть Сомали контролируется различного рода экстремистами. Исламистские группы боевиков, такие как, например, Аш-Шабаб, де-факто возглавляют местную власть во многих сельских районах. Члены Аш-Шабаб являются приверженцами ваххабизма. Организация неоднократно заявляла о своей цели искоренения всех христиан в стране.
В августе 2009 года Международный христианский конгресс сообщил, что четыре христианина, которые помогали сиротам в Сомали, были обезглавлены исламистскими экстремистами за отказ перейти в ислам. По итогам исследования международной благотворительной христианской организации «Open Doors» за 2015 год, Сомали занимало 2-е место в списке стран, где чаще всего притесняют права христиан, в 2019 переместилась на 3-е место.